# Улица Ленина (Новосибирск)
Улица Ле́нина (с 1961 года) — улица в Центральном и Железнодорожном районах Новосибирска. Пролегает от Площади Ленина до улиц Дмитрия Шамшурина и Железнодорожной, её протяжённость составляет около 2420 метров.

## Происхождение названия
Ранее состояла из двух улиц, Кузнецкой и Михайловской, и в 1935 году Кузнецкая (от Базарной площади, которая с 1935 по 1961 год носила имя Сталина, до Берёзового Лога) была переименована в проспект Сталина, а Михайловская (от Берёзового Лога до Межениновской улицы) ещё тогда была переименована в улицу Ленина. С 1961 года улица полностью стала носить это название.
1 марта 1897 года В. И. Ульянов, следуя по железной дороге в ссылку в Шушенское, оказался на станции Кривощеково. Мост через Обь тогда уже был построен, но в эксплуатацию ещё не был введён, так что Ульянову пришлось перебираться через реку на правый берег в санях (была зима) до станции Обь. Далее его путь также пролегал по улицам Кузнецкой и Михайловской, которые в дальнейшем и были названы в его честь.

## Примечательные здания и сооружения
- № 3 — Гостиница «Центральная».

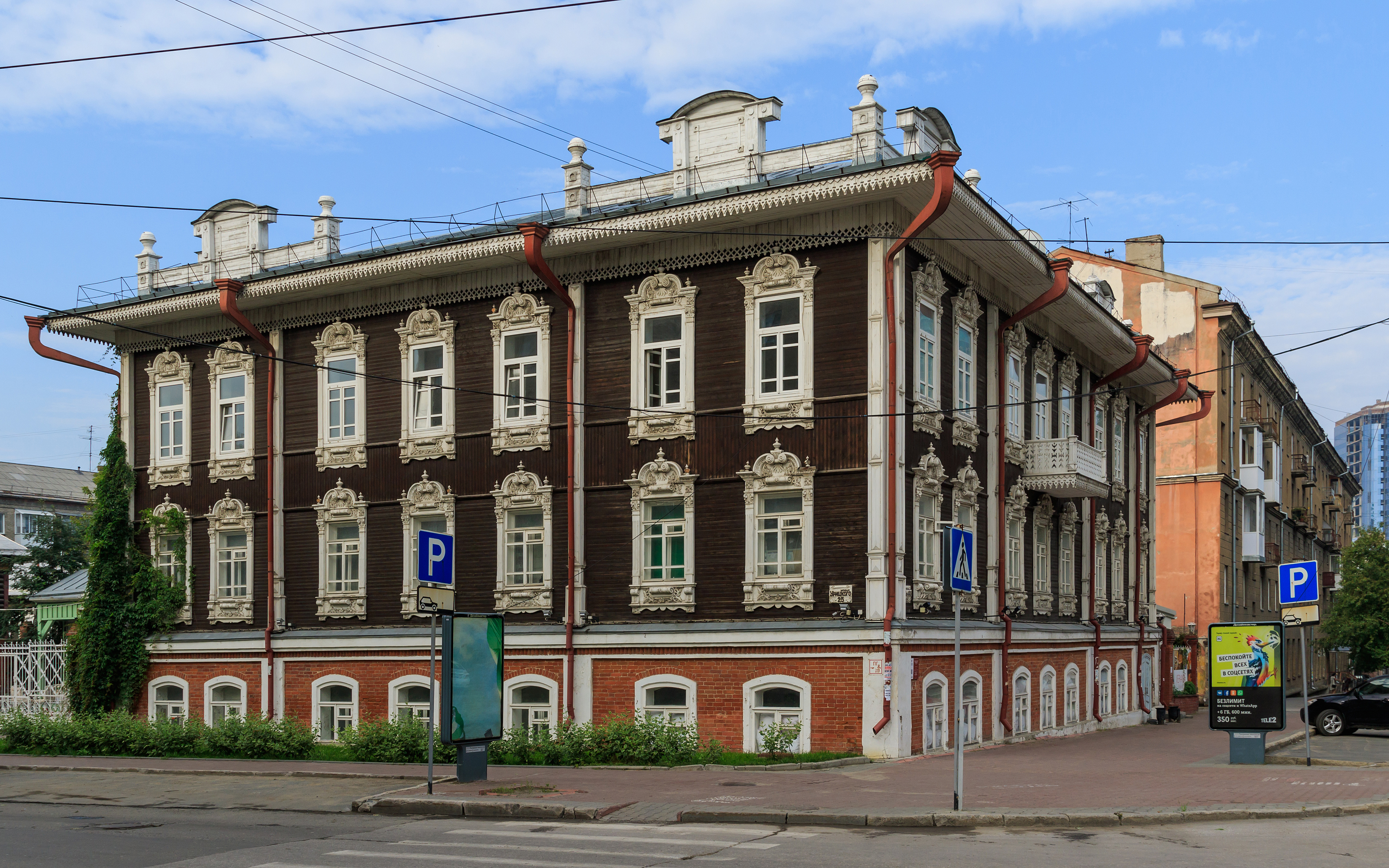
Деревянный жилой дом (№ 11)

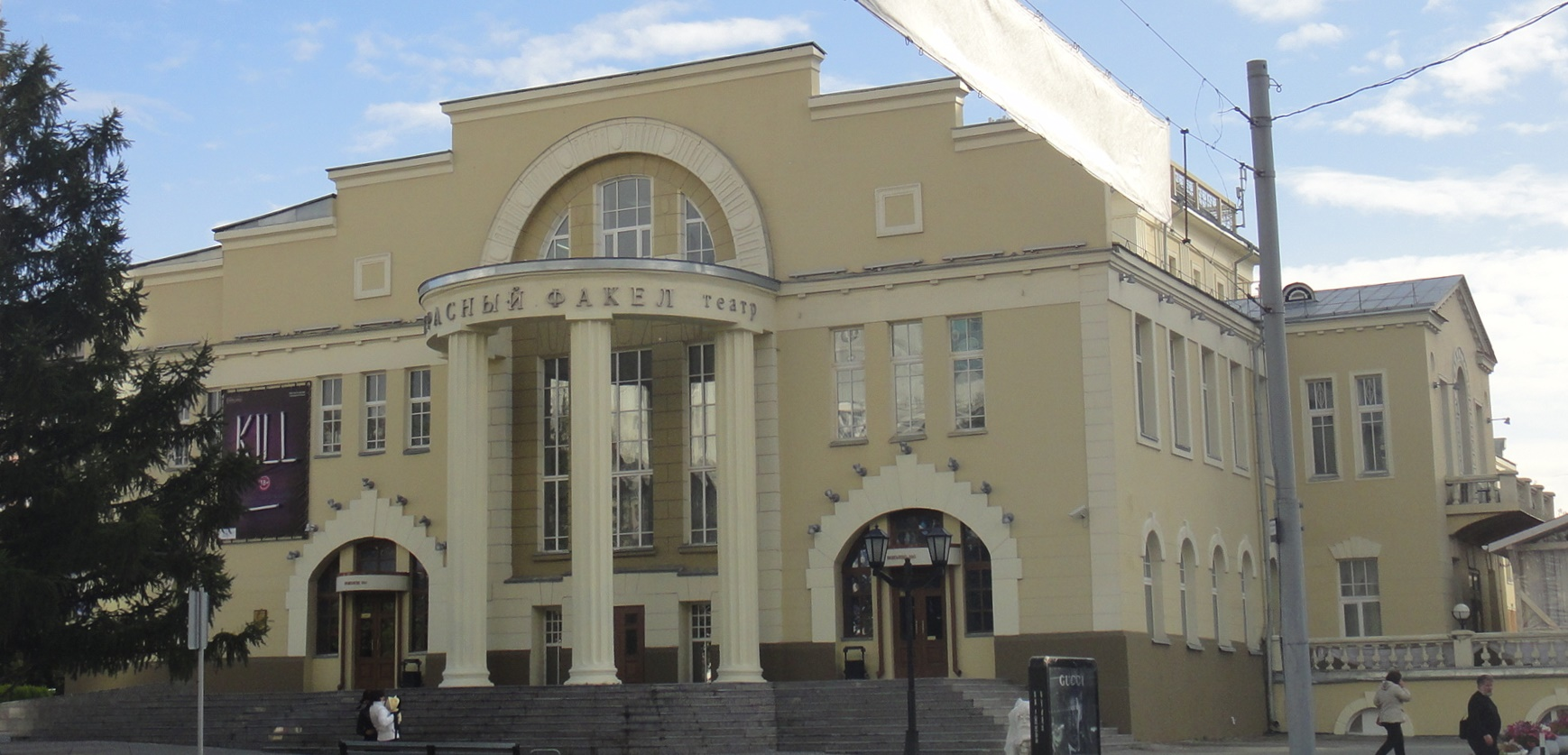
Театр «Красный факел» (№ 19)

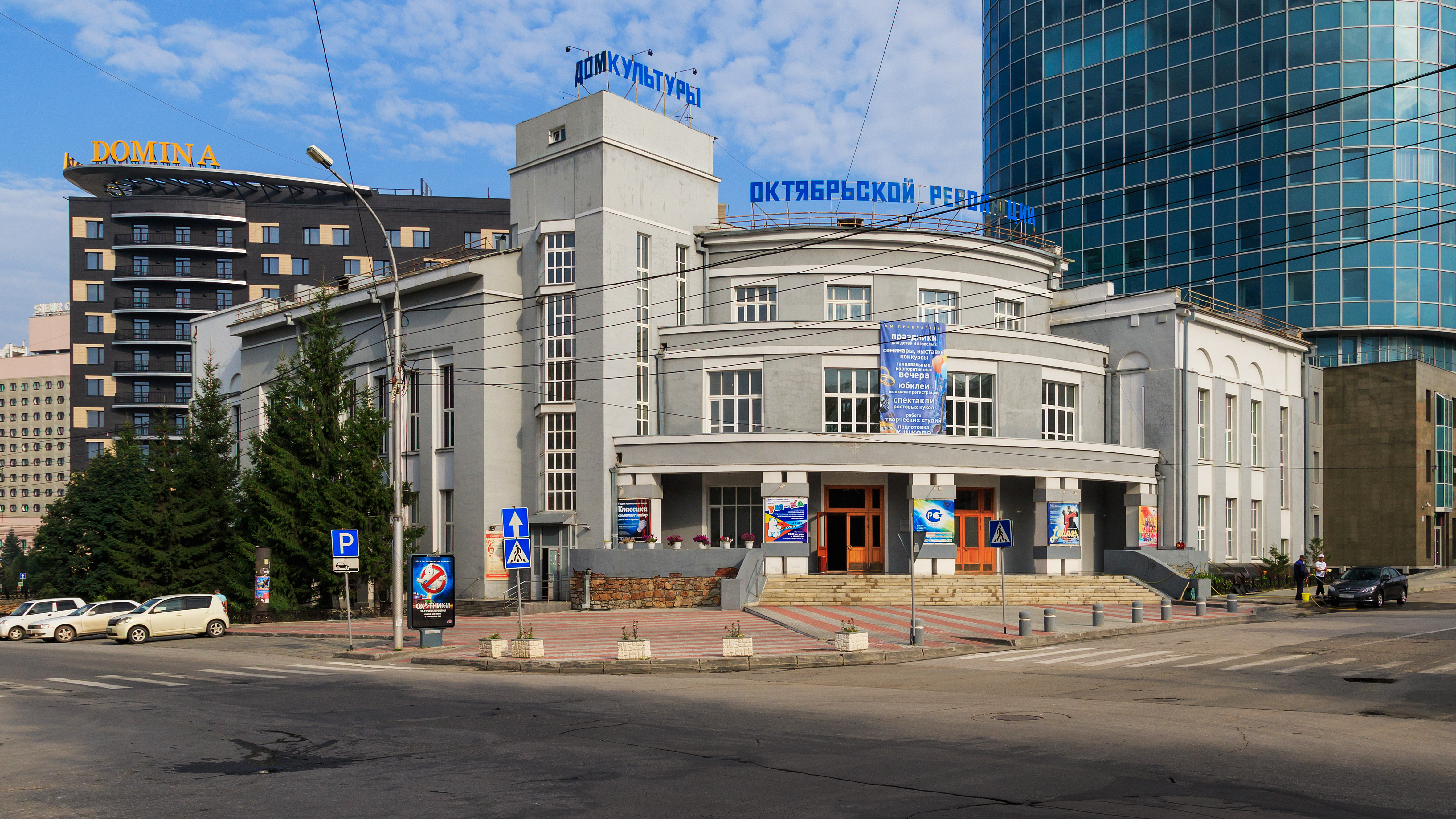
Дом культуры имени «Октябрьской революции» (№ 24)

- № 5 — Здание Главпочтамта (1914—1916, архитектор А. Д. Крячков).
- № 6 — Здание Текстильсиндиката (1926, архитектор — А. Д. Крячков).
- № 7 — Кинотеатр «Пролеткино» (1926, архитекторы С. А. Шестов, И. И. Загривко; 1936, архитектор В. С. Масленников — перестройка под кинотеатр «Октябрь»; 1951, архитекторы Г. Ф. Кравцов, Б. А. Биткин, А. П. Мордвов — перестройка под кинотеатр «Победа»; 1958—1959, архитекторы Г. Ф. Кравцов, Г. П. Зильберман — пристройка второго зрительного зала на 960 мест; 1967, пристройка второго (нового) зрительного зала для показа широкоформатных фильмов), ныне — кинотеатр «Победа»[1].
- № 10 — Универсам (1973, архитектор И. М. Григорьева, на основе типового проекта 1970 года)[2].
- № 17 — Жилой дом кооператива «Медик» (1929—1930, архитекторы Ф. Ф. Рамман, П. А. Лесневский)[3].
- № 19 — Здание Коммерческого собрания (1911—1914, архитекторы А. Д. Крячков, К. М. Лукашевский; 1935—1937, архитекторы Н. И. Болотин, Б. А. Гордеев, К. Е. Осипов — реконструкция под театр; 1952, архитектор К. Е. Осипов — реконструкция; 1990-е, архитектор А. З. Гайдуков — реставрация), ныне — Новосибирский драматический театр «Красный факел»[4].
- № 17 — Жилой дом кооператива «Химик» (1929—1930, архитекторы Р. А. Петерфреунд, П. А. Лесневский)[5].
- № 21 — Гостиничный комплекс «Сибирь» (1991, архитекторы М. М. Пирогов, В. И. Добренко, В. Н. Зонов)[6], ныне — Azimut Отель Сибирь.
- № 21/1 к. 1 — Торговый комплекс «Манхеттен».
- № 22 — Здание Начального училища (1910—1912, архитекторы А. Д. Крячков, К. М. Лукашевский), ныне — Новосибирский областной театр кукол[7].
- № 23 — Дом-музей С. М. Кирова[8].
- № 24 — Клуб Союза совторгслужащих имени И. В. Сталина (1927—1928, архитектор И. А. Бурлаков; 1934—1935, архитекторы Б. А. Гордеев, С. А. Платэк — оформление интерьеров), ныне — Дом культуры имени Октябрьской революции[9].
- № 86 — Универмаг НовСибТПО (1927, архитектор И. А. Бурлаков)[10].
- № 88-90 — Жилые дома (1928—1929, архитекторы И. Т. Воронов, Б. А. Гордеев, С. П. Тургенев — на основе «Проекта застройки типового квартала коммунального строительства»)[11].

## Культура

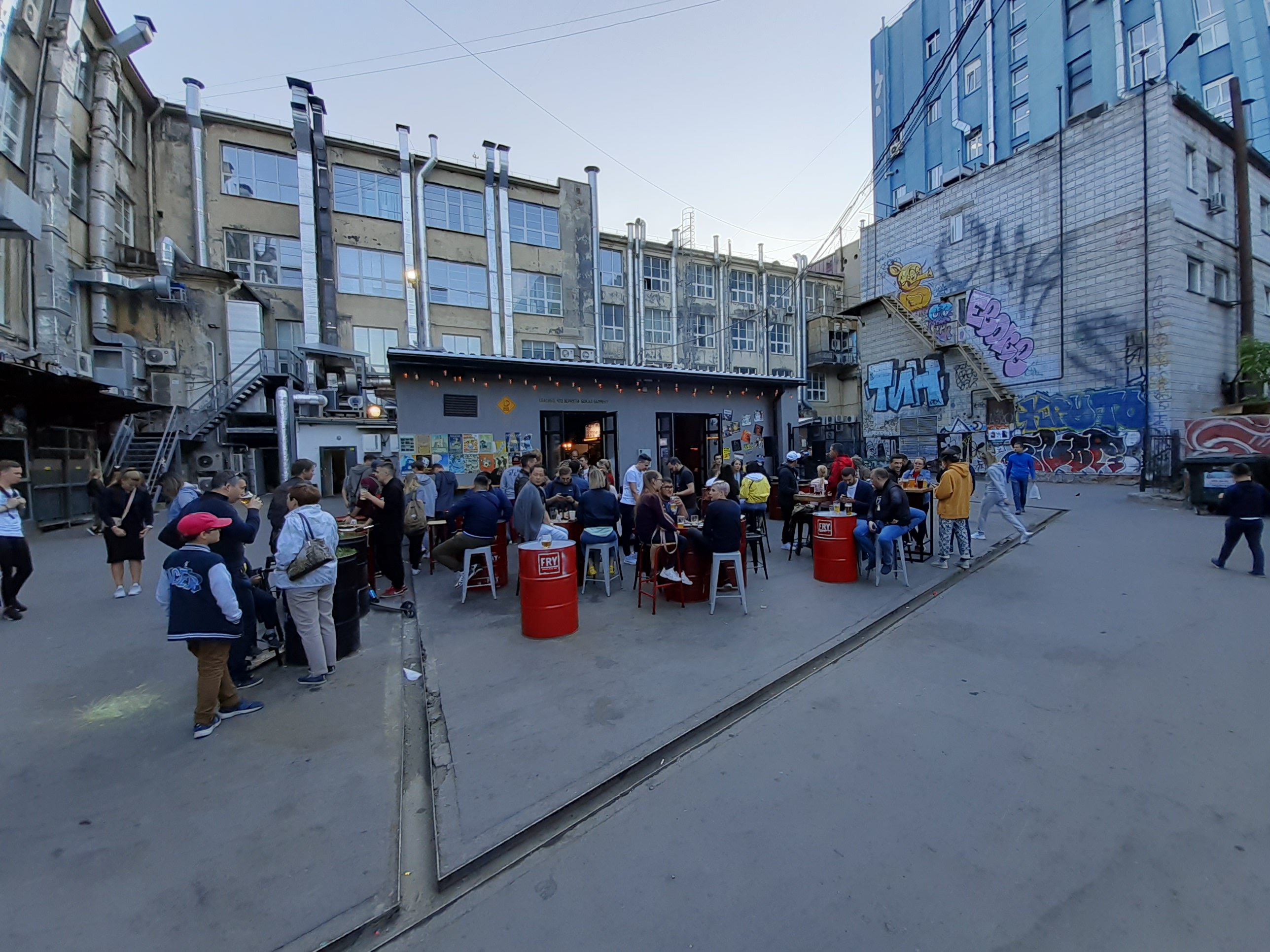
Внутренний двор здания Текстильсиндиката

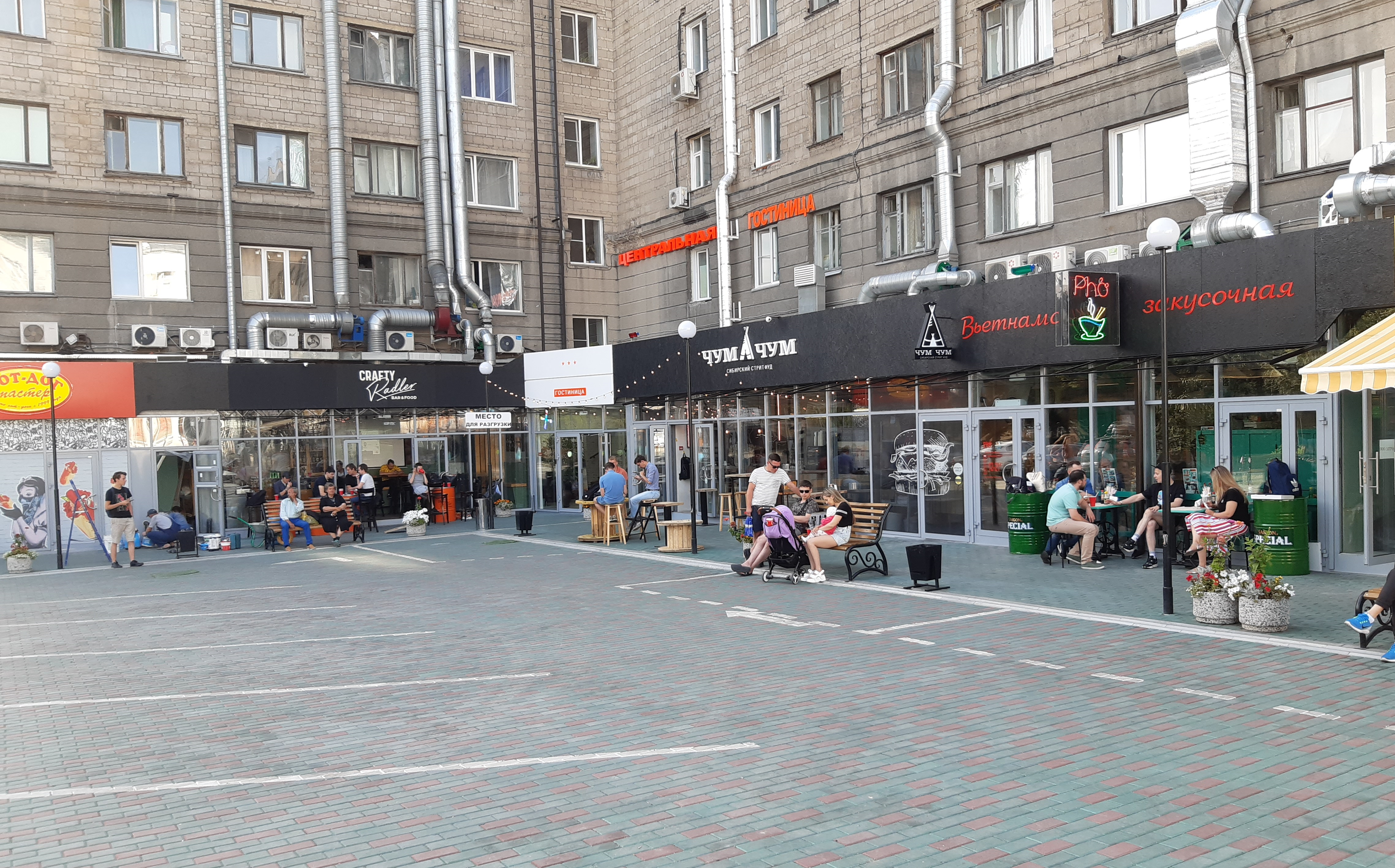
Задний двор Центральной гостиницы

Улица Ленина пользуется большой популярностью как место досуга. На её участке между Красным проспектом и улицей Урицкого сосредоточено большое количество ресторанов, расположенных также и на территории нескольких внутренних дворов, одно из таких мест — замкнутый двор здания Текстильсиндиката, где находится одноэтажная постройка (бывшее хозяйственное помещение Института почвоведения), в которой с 2013 по 2018 год работал бар-лапшичная «ЛПШБР». После его закрытия в постройке разместился другой ресторан. Примечателен и тот факт, что с 2014 года весь первый этаж здания Текстильсиндиката арендуют исключительно предприятия общественного питания. На стенах внутридворовой территории художники рисуют граффити. Летом 2019 года подобное место с ресторанами появилось во дворе «Центральной» гостиницы. Здесь также работают художники-граффисты, рисующие на бетонных постройках.
Расположенный на улице кинотеатр «Победа» стал центром авторского кино. Здесь регулярно проводят фестивали, посвящённые фильмам отдельных стран (недели итальянского, французского кино и т. д.), которые сопровождаются тематическими мероприятиями. Например, во время «Недели итальянского кино» музыканты из Италии устраивали концерт, в «Белой галерее» кинотеатра организовали выставку на тему этой страны, а в кинематографического кафе были представлены блюда итальянской кухни. Возле фасада «Победы» создана чилаут-зона.
Напротив кинотеатра расположен универсам, возле которого работает небольшая ярмарка, где торгуют различными сувенирами и продуктами. Пространство возле его фасада — это так называемая «мажордочка» (расшифровывается как «место на жердочке»), точка притяжения людей (в основном молодого возраста), употребляющих здесь алкогольные напитки. Данное явление имеет многолетнюю традицию. Контингент «мажордочки» разный, это могут быть преподаватели вузов, музыканты, байкеры, скейтеры и т. д.

### Праздничные мероприятия
Участок улицы от Красного проспекта до улицы Урицкого перекрывают на время праздников, таких как 9 мая и День города.
С 29 июня до начала июля 2019 года здесь проходил международный фестиваль цветов, в котором принимали участия флористы из России, Испании, Бельгии, Польши и Литвы.
На зимние праздники здесь организуется ярмарка, где продают тёплую одежду, еду и напитки, саму улицу украшают новогодними элементами.

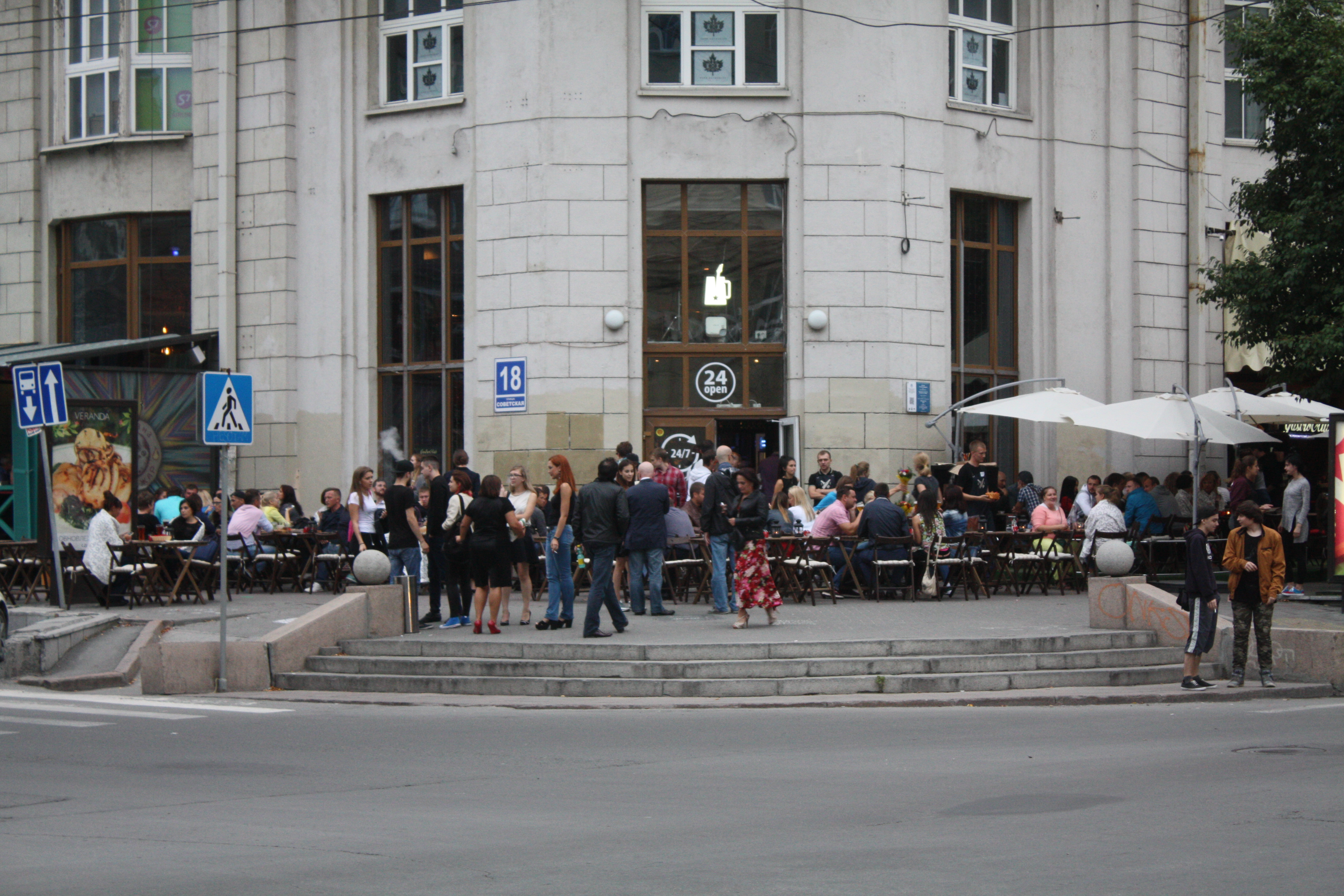
Летнее кафе возле здания Текстильсиндиката
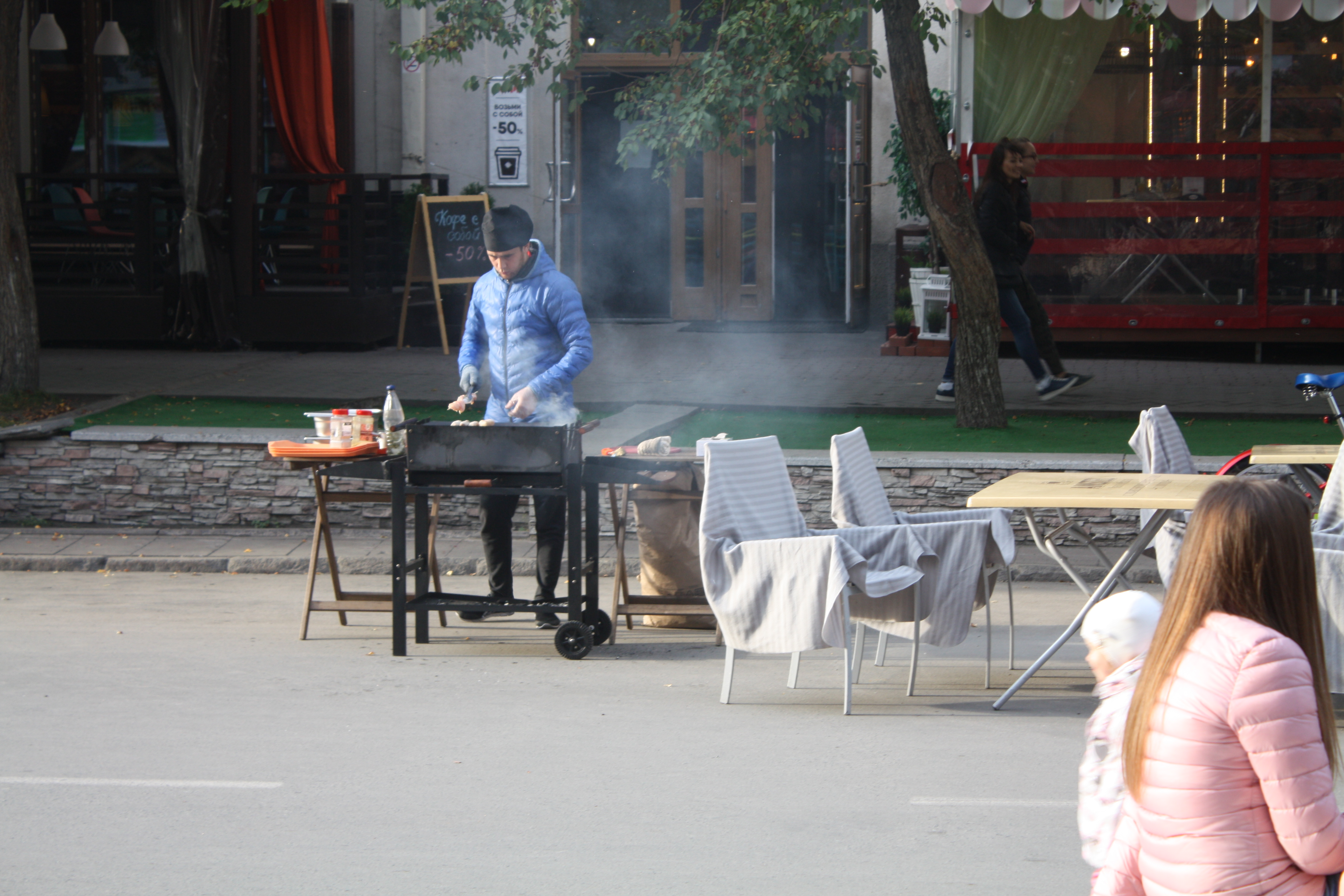
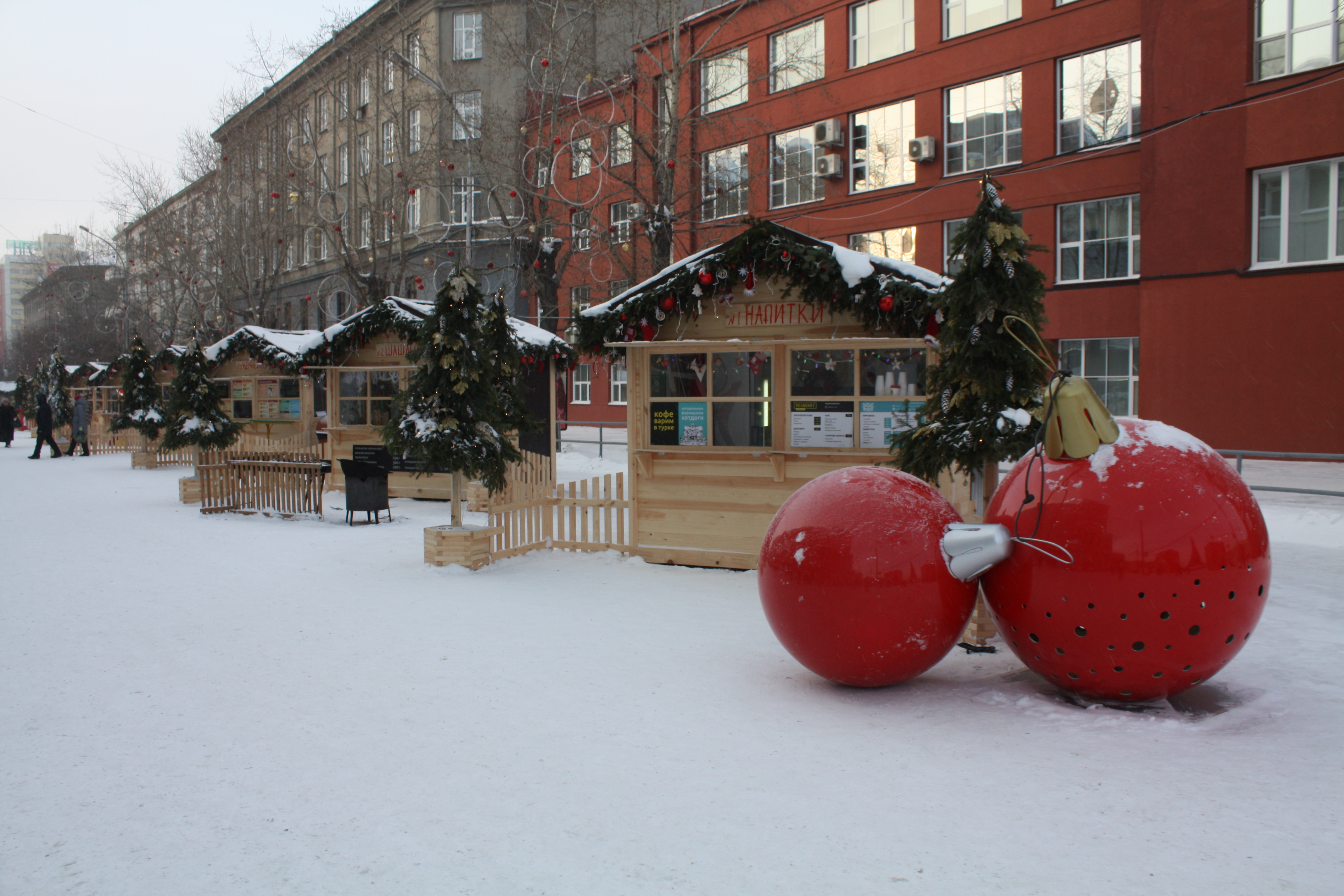
Рождественская ярмарка

## Транспорт

### Автобусы
№ 3, № 8, № 14, № 19, № 21, № 31, № 34, № 54, № 64, № 75, № 79, № 96, № 111Э, № 224, № 258ж, № 525, № 576Л.

### Троллейбусы
№ 2, № 10, № 23, № 36.

### Маршрутное такси
№ 8, № 38, № 44, № 44а, № 45, № 51.

## Известные жители
- Исидор Аркадьевич Зак (1909—1998) — первый главный дирижер Новосибирского театра оперы и балета, народный артист СССР, лауреат Госпремии СССР и Сталинской премии. Жил в доме по улице Ленина № 18[27].
- Сергей Миронович Киров (1886—1934) — революционер, советский политик, известный государственный деятель в период становления Советского Союза. В 1908 году проживал в здании, где в настоящее время находится Дом-музей имени С. М. Кирова (совр. адрес — улица Ленина № 23). Вместе с Кировым в доме жил А. И. Петухов, один из руководителей Обской группы РСДРП[28].
- Давид Исаевич Иохимович (1917—1990) — писатель, журналист, заслуженный работник культуры РСФСР. С 1963 по 1990 год жил на улице Ленина в доме № 50, в память о писателе на здании установлена мемориальная доска[29].